# Henioche (Gattin des Kreon)
Henioche (altgriechisch Ἡνιόχη Hēnióchē) ist eine Gestalt der griechischen Mythologie.
Henioche war in der älteren Überlieferung die Gemahlin des thebanischen Königs Kreon, die in der sophokleischen Tragödie Antigone Eurydike heißt. Mit ihrem Gemahl nahm sie den aus Tiryns geflohenen Amphitryon gastfreundlich und in allen Ehren auf. Dieser musste zusammen mit seiner Gemahlin Alkmene fliehen, nachdem er seinen Schwiegervater Elektryon aus Versehen mit einer Keule getötet hatte, als er sie nach einer entlaufenen Kuh warf.
Möglicherweise findet sich in der Gestalt der Henioche ein Reflex einer alten, böotischen Lokalgottheit, die mit Hera verschmolz und in der Epiklesis Henioche für Hera in der böotischen Stadt Lebadeia noch zu fassen ist.